# Rafael Urdaneta (gemeente)
Rafael Urdaneta is een gemeente in de Venezolaanse staat Táchira. De gemeente telt 6900 inwoners. De hoofdplaats is Delicias.
De gemeente is geoemd naar generaal Rafael José Urdaneta y Faría (1788–1845), een held uit de Spaans-Amerikaanse onafhankelijkheidsoorlog.